# Moravskoslezská vědecká knihovna v Ostravě
Moravskoslezská vědecká knihovna v Ostravě, příspěvková organizace (MSVK) je krajskou knihovnou, jejímž zřizovatelem je Moravskoslezský kraj. Je veřejně přístupnou knihovnou s univerzálním knihovním fondem se speciálním zaměřením na regionální literaturu Moravskoslezského kraje.
Knihovna poskytuje své služby (od výpůjčních přes rešeršní až po služby pro zrakově a sluchově postižené) obyvatelům Moravskoslezského kraje i dalším zájemcům. Nabízí přístup nejen ke klasickým knižním fondům, ale také k bibliografickým a faktografickým databázím či k elektronickým knihám.
Knihovna také buduje Digitální knihovnu Moravskoslezského kraje, publikuje regionální e-knihy a audioknihy atd. V rámci výkonu regionálních funkcí spolupracuje s knihovnami Moravskoslezského kraje, jimž poskytuje metodickou podporu.

## Historie knihovny
Knihovna byla založena počátkem roku 1951 jako Státní studijní knihovna. Od roku 1954 nesla název Státní vědecká knihovna v Ostravě. Ve svých počátcích se knihovna zaměřila na hornictví, hutnictví a polonika. Již od šedesátých let 20. století se však její fond rozrůstal o knihy z dalších technických oborů, literaturu firemní a podnikovou, publikace lékařské i společenskovědní. Získání práva povinného výtisku v roce 1964 určilo všeobecný odborný profil knihovny. 
Knihovna postupně rozvíjela poradenské a bibliografické služby, propagačně se soustředila nejen na vysokoškoláky, ale také na studenty středních škol. Výsledkem spolupráce s lékařskými knihovnami byla od roku 1962 unikátní hvězdicovitá cirkulace odborných lékařských časopisů; postupně takto obíhala i technická periodika a firemní literatura. Po celou dobu své existence knihovna organizuje a spoluutváří vzdělávání knihovníků, spolupracuje s knihovnami regionu a koordinuje jejich činnost. Během osmdesátých a devadesátých let se knihovna úspěšně vypořádala s výzvou automatizovat své služby.
Od roku 2001 je knihovna příspěvkovou organizací Moravskoslezského kraje a funguje pod názvem Moravskoslezská vědecká knihovna v Ostravě (první ředitelkou byla Ing. Lea Prchalová). Kromě zákonem nařízených funkcí knihovna pečuje o regionální písemné dědictví, např. budováním Digitální knihovny Moravskoslezského kraje nebo webového portálu věnovanému osobnosti a dílu Vojtěcha Martínka. Vlastní péčí knihovna vydává regionální e-knihy a audioknihy. Navzdory změnám v doplňování knihovního fondu knihovna usiluje o zachování svého všeobecného zaměření. Společensky významné je zapojení knihovny do projektů zaměřených na handicapované občany – fond se rozrůstá o audioknihy, knihy pro nevidomé, filmy s titulky apod.
Knihovna je zapojena do řady vzdělávacích a kulturních akcí města i regionu. Věnuje se zájmovému vzdělávání a popularizaci vědy. Důležité jsou konzultační a vzdělávací aktivity knihovny pro studenty a pedagogy středních a vysokých škol.
Po odchodu Ing. Ley Prchalové byla na základě výběrového řízení jmenována 2. ředitelkou MSK PhDr. Libuše Foberová, Ph.D.

## Knihovní fond a databáze
Fond knihovny v současné době přesahuje 1 200 000 svazků, což zahrnuje knihy, kartografické dokumenty, časopisy a noviny, hudební nosiče, české technické normy, patenty, zvukové knihy pro zrakově postižené, knihy v Braillově písmu. V knihovním fondu jsou zastoupeny veškeré vědní obory včetně beletrie.
MSVK má jako krajská knihovna právo povinného výtisku na periodické publikace (veškeré časopisy a noviny) z území celé republiky. V případě neperiodických publikací je toto právo zúženo pouze na regionální dokumenty, které byly vydány nakladateli se sídlem v Moravskoslezském kraji. Dříve knihovna vlastnila právo úplného povinného výtisku (1964–1996), takže získávala publikace všech československých a českých nakladatelů. Od roku 1996 do roku 2002 pak měla právo na povinný výtisk vydavatelů sídlících na Moravě a ve Slezsku.
Neperiodické publikace získávané povinným výtiskem jsou základem regionálního knihovního fondu, který je dále obohacován o regionální publikace vycházející mimo Moravskoslezský kraj a o starší regionální literaturu z antikvariátů.
Od roku 2007 je také doplňován fond pro zrakově a sluchově postižené, v němž jsou zahrnuty zvukové knihy, publikace v Braillově písmu, plastické mapy, zvukové záznamy filmů, filmy s titulky pro neslyšící či odborné publikace z dané problematiky.
Díky spolupráci s Goethe-Institutem vytváří MSVK fond německých publikací (učebnice německého jazyka, německy psaná beletrie, průvodce, publikace o kultuře a historii Německa apod.).
Kromě tištěných informačních zdrojů nabízí knihovna také přístup do databází, např. ScienceDirect, Nature Complete, Pressreader, Anopress. MSVK rovněž půjčuje české elektronické knihy.

## Služby pro veřejnost
Moravskoslezská vědecká knihovna v Ostravě je knihovnou veřejnou. Nabízí svým uživatelům především výpůjční (absenční i prezenční půjčování dokumentů, meziknihovní výpůjční služby, půjčování e-knih) a informační služby (poradenská činnost apod.). Kromě toho pořádá exkurze, vzdělávací akce pro studenty základních, středních a vysokých škol či výstavky. V knihovně je k dispozici bezplatný přístup k internetu (včetně wifi připojení).
Speciální služby jsou poskytovány uživatelům se zrakovým či sluchovým handicapem (nabídka speciálního fondu, zásilková služba, možnost využití různých technických pomůcek včetně kamerové lupy a tiskárny Braillova písma).

## Regionální služby krajské knihovny
MSVK vykonává v rámci regionálních funkcí tyto služby pro knihovny Moravskoslezského kraje:
- Poskytuje konzultace, metodické rady a pomoc při zavádění ICT, při zpracování projektů, plánů, koncepcí a rozborů knihovnictví v regionu s cílem zajistit odpovídající kvalitu knihovnických a informačních služeb poskytovaných knihovnami kraje.
- Provádí sběr dat, kontrolu a součet dat, předání dat, analýza dat, metodickou pomoc knihovnám.
- Zajišťuje celoživotní vzdělávání knihovníků, organizuje odborné semináře na vybraná témata, koordinační porady.

## Knihovna a Moravskoslezský kraj
Moravskoslezská vědecká knihovna v Ostravě věnuje velkou péči zprostředkovávání kulturních tradic regionu. Od roku 2005 je budována Digitální knihovna Moravskoslezského kraje, v níž je k dispozici cca 700000 stran knih, novin a časopisů významných pro dějiny regionu. Digitalizovány nejsou jen dokumenty z fondu knihovny, ale i z dalších institucí (muzea, archivy). V roce 2012 začala knihovna rovněž vydávat regionální e-knihy a v roce 2015 regionální audioknihy.

## Galerie

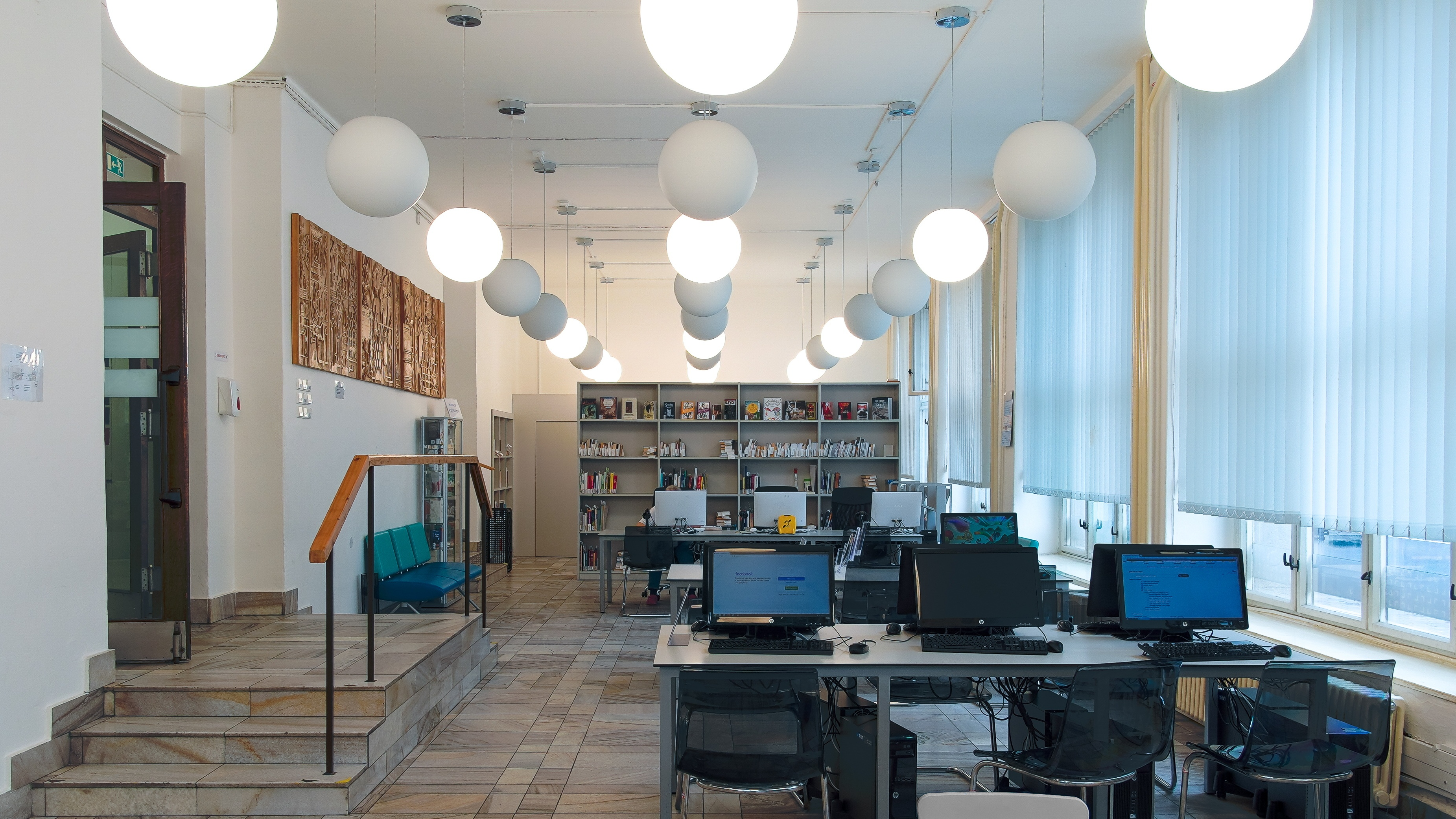
Půjčovna
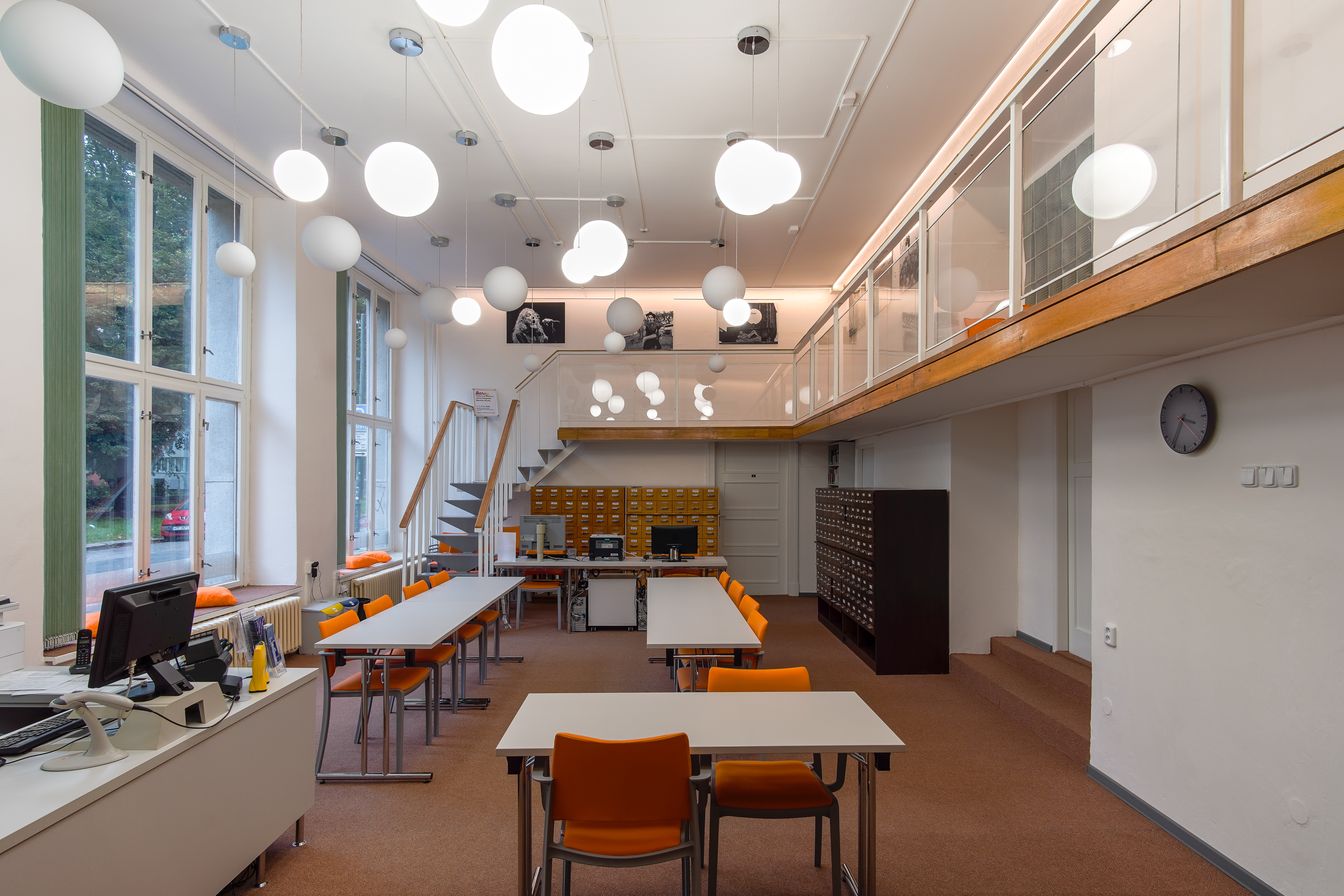
Centrum trénování paměti a makerspace dílna
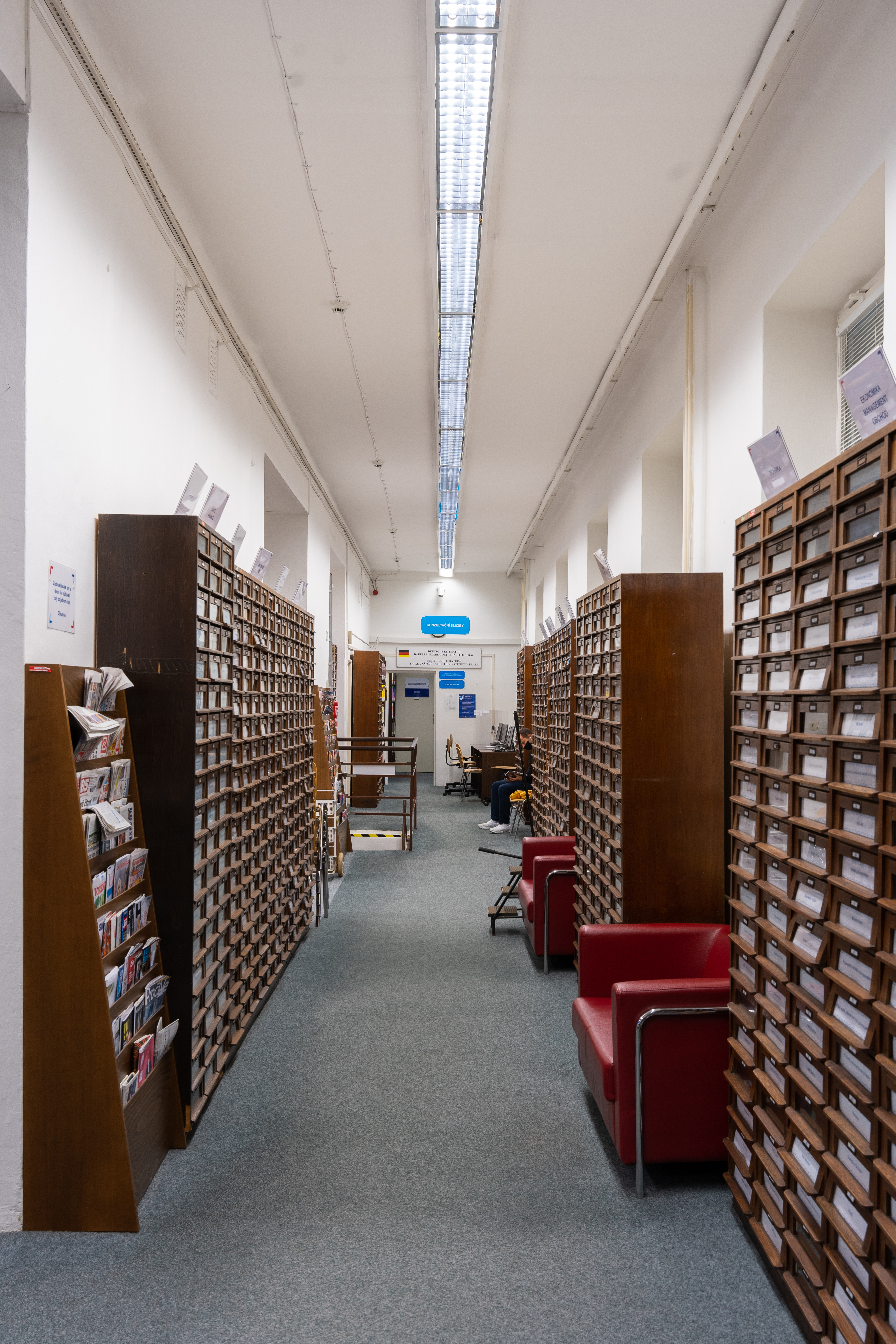
Půjčovna časopisů
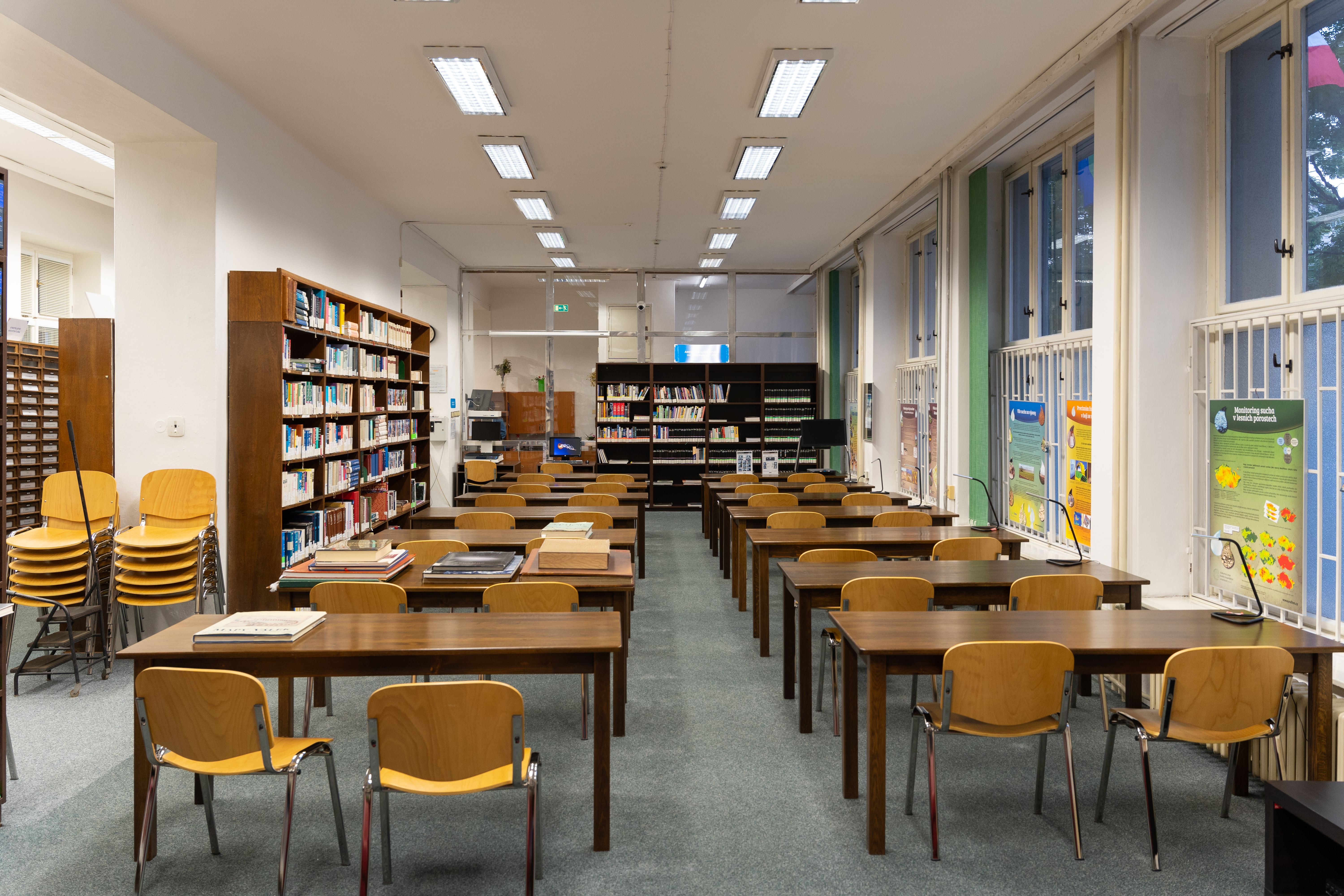
Studovna časopisů
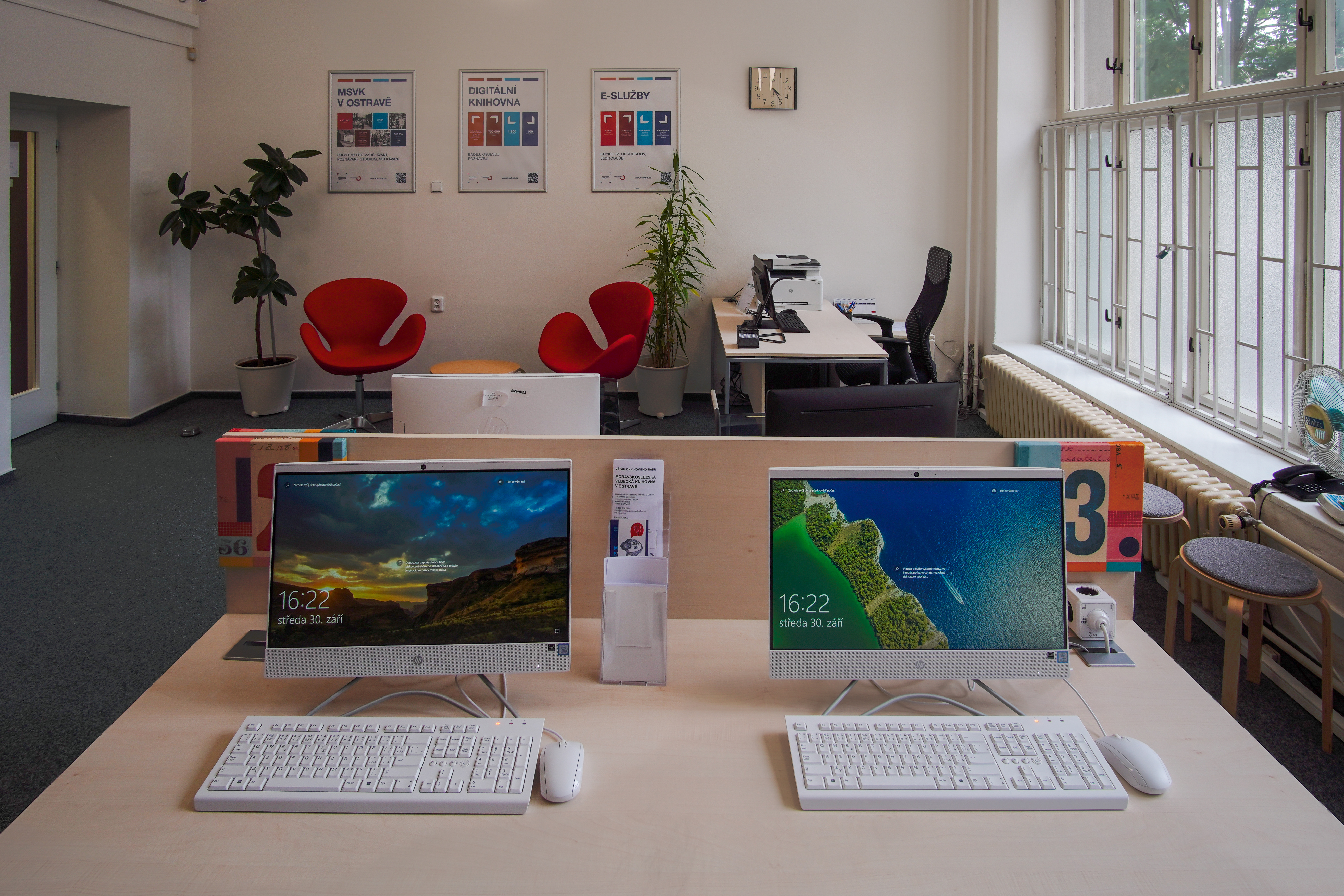
Studovna elektronických informačních zdrojů
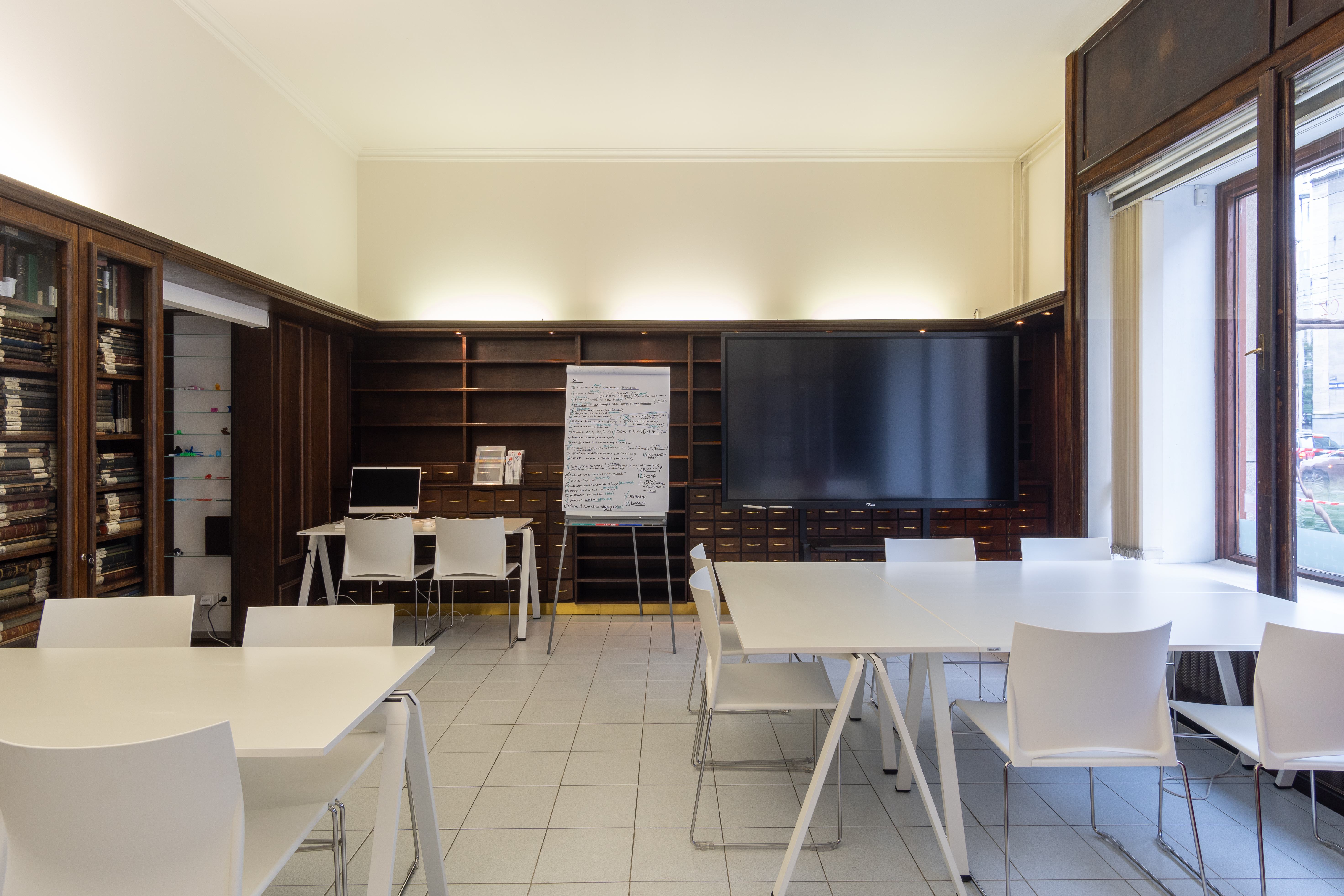
Studentské centrum